# August Pollmann
August Pollmann (Alsdorf, 1813 – Bonn, 16 maggio 1898) è stato un entomologo e apicultore tedesco.
Fu docente onorario in apicoltura presso l'Institut für Landwirtschaftliche Zoologie und Bienenkunde, in Germania.
Fu allievo di Gregor Mendel, Johann Dzierzon e Berlepsch.
Determinò la sottospecie denominata Ape carnica: Apis mellifera carnica, Pollmann 1879, e l'ape di Cipro: Apis mellifera cypria, Pollmann 1879, sempre nella stessa opera.
| POLLMANN è l'abbreviazione standard utilizzata per le specie animali descritte da August Pollmann. Categoria:Taxa classificati da August Pollmann |

## Opere
- Wert der verschiedenen Bienenrassen und deren Varietäten. Gekrönte Preisschrift; B.m.; 1889; 100 s.
- Die Honigbiene und ihre Zucht; 1875; 230 s.
- Wörterbuch für Bienenzucht; 1885.